# Porsche P1

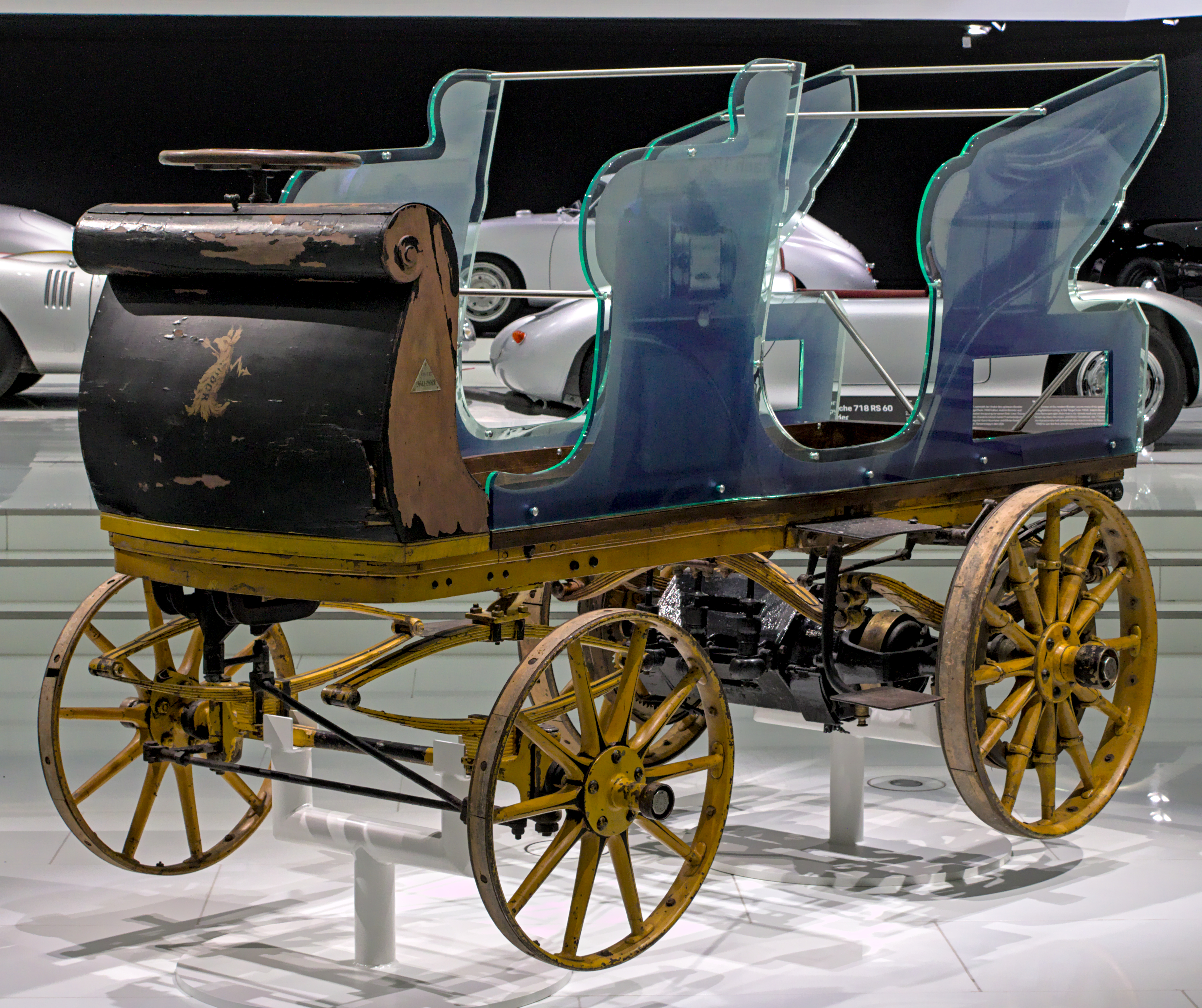
Egger-Lohner C2 Phaeton im Porsche-Museum

Mit „Porsche P1“ (kurz „P1“) wird ein Automobil bezeichnet, bei dem es sich um das erste von Ferdinand Porsche konstruierte Fahrzeug handeln soll. Diese von der Presse und der Porsche AG verwendete Bezeichnung hat jedoch keinen historischen Hintergrund und wurde von Ferdinand Porsche vermutlich nie verwendet. Zudem bestehen Unsicherheiten darüber, ob das betreffende Fahrzeug tatsächlich eine Entwicklung Ferdinand Porsches ist oder in irgendeiner Verbindung zu ihm steht.

## Egger-Lohner

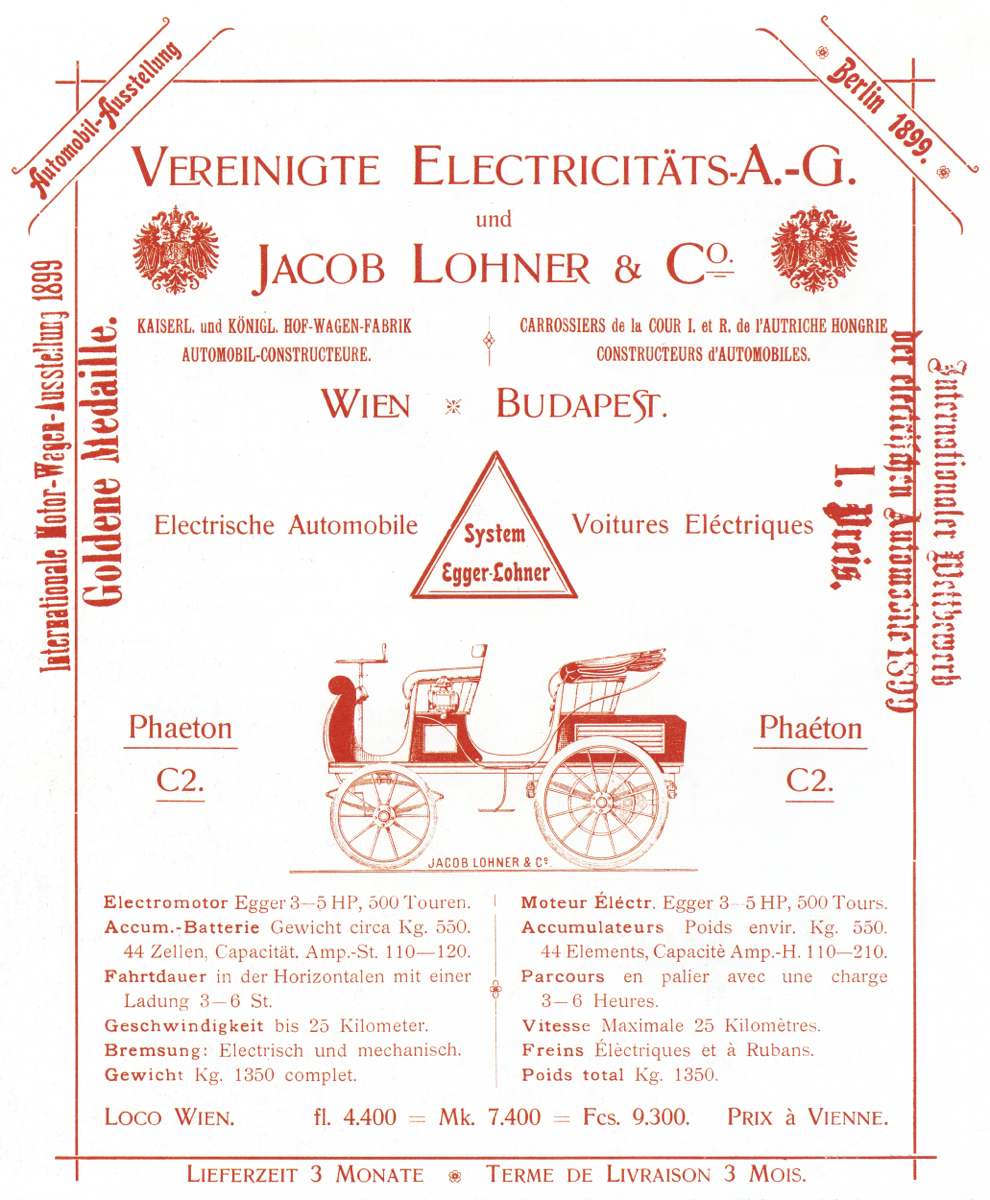
Werbung Egger-Lohner C2 von 1899

Der seit 2014 im Porsche-Museum ausgestellte Torso ist ein Fahrgestell (Lohner) mit Motor (Egger) eines Egger-Lohner-Elektromobils Modell C.2 Phaeton, wie es 1899 auf dem Werbeplakat für die Internationale Motorwagen-Ausstellung dargestellt und beschrieben wurde. Auf dem Plakat finden sich keine Hinweise auf Porsche.

## Porsche
Die Automarke Porsche existiert erst seit der Gründung der Dr. Ing. h. c. F. Porsche G.m.b.H im Jahr 1931.

## Geschichte
Das verwendete Fahrgestell stammt mit großer Wahrscheinlichkeit von einem der Benzinmotor-Prototypen, der zu Versuchszwecken auf Elektroantrieb umgebaut wurde. Dieser Torso befand sich bis 2009 im Technischen Museum Wien. Er wurde zum Tausch freigegeben, von einer nicht genannten Person erworben und später an Wolfgang Porsche weiterverkauft. Dieser vermachte ihn dem Porsche-Museum.